# Alberto Perdomo
Alberto Perdomo Gamarra (Santa Lucía, 6 de abril de 1967-ib, 11 de mayo de 2017) fue un político uruguayo perteneciente al partido Nacional.

## Actuación gremial
En 1984 participó en la creación del gremio de estudiantes de Secundaria en Santa Lucía. Un año después, en la Facultad de Derecho de la Universidad de la República, integró el Consejo Central de la Federación de Estudiantes del Interior, llegando a Secretario de la Corriente Gremial Universitaria (CGU).
En 1986 fue elegido representante de la Coordinadora Estudiantil para integrar la Mesa Coordinadora de la Secretaría de Asuntos Sociales del Partido Nacional.

## Actuación política
Inició su militancia en la adolescencia, oponiéndose a la dictadura cívico-militar. Se integró al movimiento Por la Patria. Representando a la juventud, en 1983 integró el Comité Ejecutivo de Canelones de dicho movimiento. En 1986 fue elegido Secretario Ejecutivo del Interior de la juventud de Por la Patria. En 1989 fue el segundo candidato a edil departamental en Canelones por Por la Patria.
En 1992, durante la presidencia de Luis Alberto Lacalle, ingresó al recientemente creado Instituto Nacional de la Juventud, participando en el Programa de Capacitación y Desarrollo Empresarial de los Jóvenes.
En 1993 participó de la fundación de Propuesta Nacional. En el seno de dicho grupo obtuvo una alta votación en las elecciones internas de 1999 en el departamento de Canelones. En las elecciones de octubre de 1999 fue elegido diputado por el sector Acción Comunitaria de Julia Pou para el período 2000-2005.
De cara a las elecciones internas de 2004 formó su propia agrupación, Alianza Canelones y se integró a Alianza Nacional, acompañando desde entonces a Jorge Larrañaga. En las elecciones de octubre de dicho año fue reelecto diputado para el periodo 2005-2010.
El 1 de marzo de 2008 asumió como presidente de la Cámara de Diputados, hasta el 28 de febrero de 2009.
Integró el Directorio del Partido Nacional en el período 2004-2009.
En las elecciones internas de 2009, Perdomo obtuvo una alta votación en Canelones. De cara a los comicios de octubre decidió presentar su propia lista al Senado, habiendo sido electo nuevamente como diputado.
Falleció el 11 de mayo de 2017 debido a un múltiple infarto.